# Adèle Haenel
Adèle Haenel, wym. /adɛl enɛl/ (ur. 11 lutego 1989 w Paryżu) – francuska aktorka filmowa i teatralna.
Laureatka dwóch Cezarów: za rolę drugoplanową w filmie Suzanne (2013) Katell Quillévéré oraz za główną rolę w filmie Miłość od pierwszego ugryzienia (2014) Thomasa Cailleya. Była siedmiokrotnie nominowana do tej nagrody, po raz ostatni za główną rolę w filmie Portret kobiety w ogniu (2019) Céline Sciammy. 
Aktorka wystąpiła w teledysku do piosenki (również udział wokalny) “De mon âme à ton âme” zespołu Kompromat.

## Życiorys

### Dzieciństwo
Adéle Haenel urodziła się w Paryżu, 11 lutego 1989 roku. Wychowywała się w Montreuil. Jej matka jest nauczycielką, a ojciec tłumaczem. Przez ojca ma austriackie pochodzenie oraz mówi po niemiecku. Haenel swoją karierę zaczęła w wieku 5 lat, występując w lokalnym teatrze. 
Studiowała nauki społeczne i ekonomię w Lycée Montaigne, gdzie uzyskała tytuł magistra. 

### Życie prywatne
W 2014 roku podczas odbierania nagrody na ceremonii wręczenia Cezarów dokonała coming outu jako lesbijka i wyznała, że jest w związku z reżyserką Céline Sciammą, którą poznała na planie filmu Lilie wodne. Para rozstała się w przyjaźni kilka lat później, przed rozpoczęciem zdjęć do Portretu kobiety w ogniu. W 2018 krótko spotykała się z wokalistką z zespołu Sexy Sushi, Julią Lanoë.

## Filmografia
| Rok  | Tytuł oryginalny                            | Tytuł polski                           | Rola                         | Uwagi                                      |
| ---- | ------------------------------------------- | -------------------------------------- | ---------------------------- | ------------------------------------------ |
| 2002 | Les Diables                                 | Diabły                                 | Chloé                        |                                            |
| 2007 | Naissance des pieuvres                      | Lilie wodne                            | Floriane                     |                                            |
| 2009 | Déchaînées                                  |                                        | Lucie                        |                                            |
| 2010 | Les Grandes Forĕts                          |                                        | Lise                         | film krótkometrażowy                       |
| 2010 | Pauline                                     |                                        | Przyjaciółka Pauline         | film krótkometrażowy                       |
| 2011 | En ville                                    |                                        | Isabelle                     |                                            |
| 2011 | Goldman                                     |                                        | Jeanne                       |                                            |
| 2011 | L'Apollonide (Souvenirs de la maison close) | Apollonide. Zza okien domu publicznego | Léa                          |                                            |
| 2011 | Après le Sud                                | Fala upałów                            | Amelie                       |                                            |
| 2011 | Les enfants de la nuit                      |                                        | Henriette                    | film krótkometrażowy                       |
| 2012 | Folks                                       |                                        |                              |                                            |
| 2012 | La mouette                                  |                                        | Macha                        |                                            |
| 2012 | Alyah                                       | Aliyah - droga do Ziemi Obiecanej      | Jeanne                       |                                            |
| 2012 | Trois mondes                                | Trzy światy                            | Marion                       |                                            |
| 2013 | Suzanne                                     | Suzanne                                | Maria                        | Cezar dla Najlepszej Aktorki Drugoplanowej |
| 2014 | Les combattants                             | Miłość od pierwszego ugryzienia        | Madeleine Beaulieu           | Cezar dla Najlepszej Aktorki               |
| 2014 | L'homme qu'on aimait trop                   | Królowa kasyna                         | Agnès Le Roux                |                                            |
| 2015 | The Forbidden Room                          | Zakazany pokój                         | Niemowa na wózku inwalidzkim |                                            |
| 2015 | Les ogres                                   | Ogry                                   | Mona                         |                                            |
| 2016 | Seances                                     |                                        |                              | film krótkometrażowy                       |
| 2016 | La Fille Inconnue                           | Nieznajoma dziewczyna                  | Jenny Davin                  |                                            |
| 2016 | Nocturama                                   |                                        | Dziewczyna na rowerze        |                                            |
| 2016 | Orpheline                                   | Sierota                                | Renée                        |                                            |
| 2016 | Die Blumen von gestern                      |                                        | Zazie                        |                                            |
| 2017 | 120 battements par minute                   | 120 uderzeń serca                      | Sophie                       |                                            |
| 2018 | En liberté!                                 | Mój problem to ty                      | Yvonne                       |                                            |
| 2018 | Un peuple et son roi                        | Naród i jego król                      | Françoise                    |                                            |
| 2019 | Le daim                                     | Deerskin                               | Denise                       |                                            |
| 2019 | Portrait de la jeune fille en feu           | Portret kobiety w ogniu                | Héloïse                      |                                            |
| 2019 | Les héros ne meurent jamais                 | Bohaterowie nie umierają               | Alice                        |                                            |

## Teatr
| Rok  | Tytuł                                | Autor/Reżyser                    | Rola  | Teatr                                |
| ---- | ------------------------------------ | -------------------------------- | ----- | ------------------------------------ |
| 2012 | Mewa                                 | Anton Czechow/Arthur Nauzyciel   | Masza | Festiwal Teatralny w Awinionie       |
| 2013 | Le Moche / Voir Clair / Perplexe     | Marius von Mayenburg/Maïa Sandoz |       | Théâtre La Générale                  |
| 2016 | Old Times                            | Harold Pinter/Benoît Giros       |       | Théâtre de l'Atelier                 |
| 2016 | L'Abattage rituel de Gorge Mastromas | Dennis Kelly/Maïa Sandoz         |       | Centre Dramatique National d'Orléans |
| 2018 | Zaï Zaï Zaï Zaï                      | Fabcaro/Paul Moulin              |       | Ferme du Buisson                     |